# لیچنگ
لیچنگ (به لاتین: Licheng District, Putian) یک سکونتگاه مسکونی در جمهوری خلق چین است که در پوتیان واقع شده‌است.